# Đỗ Thị Ánh Nguyệt
Đỗ Thị Ánh Nguyệt, född 15 januari 2001, är en vietnamesisk bågskytt. Hon deltog vid olympiska sommarspelen 2020.